# Mit Pistolen fängt man keine Männer
Mit Pistolen fängt man keine Männer (Originaltitel: La ragazza con la pistola) ist eine italienische Filmkomödie, die 1968 unter der Regie von Mario Monicelli entstand. Das Drehbuch stammt von Rodolfo Sonego und Luigi Magni. Satirisch treiben sie süditalienische Wertvorstellungen von Keuschheit, Familienehre und Rache, wie sie dort damals von der Bevölkerung noch beachtet wurden, auf die Spitze. So galt eine unverheiratete Frau, die sich ohne familiäre Begleitung im Haus eines Mannes aufgehalten hatte, als „entehrt“. Allerdings war die Ehre wiederhergestellt, falls dieser Mann sie heiratete. Mancher Mann nutzte diese Mechanismen aus, indem er eine junge Frau, die oder deren Familie nichts von ihm wissen wollte, entführte, so dass ihr zur Rettung ihrer Ehre nur noch blieb, in eine Heirat einzuwilligen – außer, ein Mitglied ihrer Familie stellte ihre Ehre wieder her, indem es diesen Mann tötete. Diese Commedia all’italiana kehrt das übliche Bild von der Frau als Opfer ins Gegenteil, indem es hier die Protagonistin ist, die diese Werte entschlossen und gewaltbereit verteidigt. Gespielt wird sie von Monica Vitti, die mit der Rolle ihren Wandel von einer Dramen- zu einer Komödiendarstellerin verstärkte und die dafür mehrfach ausgezeichnet wurde.

## Handlung
In einem kleinen sizilianischen Küstenort tanzen die jungen Männer auf einer Terrasse unter sich, und einige junge Frauen hinter halb verschlossenen Fenstern einer Wohnung. Nach einer langen Zeit des Starrens in dieses Fenster gibt Vincenzo zwei Gaunern den Auftrag, seine Begehrte zu entführen. Als drei der Frauen durch die Straßen unterwegs sind, zerren die Gauner Assunta in den Wagen und bringen sie in ein entlegenes Gebäude, wo Vincenzo wartet. Assunta gesteht ihm, dass sie seit langem leidenschaftlich in ihn verliebt sei, doch ihre Entführung stellt sich als Irrtum heraus, weil er eigentlich ihre Cousine wollte. Er kommt zum Schluss, dass Assunta, von nahem betrachtet, auch nicht übel sei. Sie gehen miteinander ins Bett. Doch Vincenzo ist argwöhnisch, weil Assunta eine allzu gute Küsserin ist, und verschwindet. Mangels männlicher Familienmitglieder, die die Schande sühnen könnten, nimmt Assunta eine Pistole, Reisepass und Geld selbst in die Hand und bricht nach Großbritannien auf, wohin sich der Schuft abgesetzt haben soll.
Tatsächlich ist Vincenzo im schottischen Glasgow im „Capri Restaurant“, das kitschige Italien-Folklore feilbietet, in der Küche beschäftigt. Kurz vor ihrem Auftauchen vorgewarnt, entkommt er. Zur Überbrückung nimmt sie die Stelle als Zimmermädchen bei einem schottischen Ehepaar an. Verblüfft nimmt sie deren liberale Moral ebenso zur Kenntnis wie Männer im Kilt und langhaarige Hippies. Vincenzo ruft sie aus Sheffield an und fordert, sie solle ihn in Ruhe lassen, weil er eine „Hure“ wie sie niemals heiraten würde. Prompt fährt sie nach Sheffield und macht die Bekanntschaft des Engländers John. Er ist ein Autoraser und begleitet sie auf der Suche nach Vincenzo, der wiederum knapp davonschlüpft. In seiner Gesellschaft fällt sie wiederholt auf, weil sie die örtlichen Umgangsformen zwischen Männern und Frauen missversteht. Als sie in einem Spital stöbert, wo sie Vincenzo vermutet, wird sie einer Operation ansichtig und fällt in Ohnmacht. Um etwas zu verdienen, spendet sie Blut für den eingelieferten Studenten Frank, der sich die Pulsadern aufgeschnitten hat. Das Muttersöhnchen, er ein weiterer Raser, begleitet sie nun bei ihrer Suche. Überraschend tauchen zwei italienische Einwanderer bei ihr auf, überbringen ihr die Nachricht, Vincenzo sei bei einem Unfall umgekommen, und zeigen ihr sein Grab. Sie verzweifelt, weil sie ihre Ehre nicht mehr retten kann. Frank macht ihr einen Heiratsantrag. Sie bedrängt den Chirurgen Osborne, der Frank behandelt hat, Trauzeuge zu sein, doch dieser weist sie auf den Grund hin, warum sich Frank umbringen wollte: Einen Mann, der ihn abgewiesen hat. Stattdessen rät Osborne Assunta, sich zu emanzipieren und hilft ihr, sich in England einzuleben. Sie nimmt Englischkurse und arbeitet bei Osborne im Spital. Eines Tages trifft sie Vincenzo mit einer anderen Frau an. In einem Park feuert sie blindwütig Schüsse auf ihn ab, ohne ihn zu treffen. Die Hoffnung auf eine Änderung ihrer Mentalität verloren, steckt Osborne sie ins Flugzeug, damit sie nach Italien zurückkehrt. Stattdessen bleibt sie beim Zwischenhalt in London hängen und wird Werbefotomodell. Dort läuft sie noch einmal Osborne über den Weg, der gerade geschieden wurde, und sich um sie bemüht. Doch Assunta kann mit der modernen Lebensweise nicht richtig warm werden. Vincenzo, inzwischen zum Schuhhändler aufgestiegen, meldet sich bei ihr. Er erklärt, eine Frau zu wollen, die ihm gehört, und dass er wegen jener einen Nacht einen Anspruch auf sie habe. Sie schwört leicht grinsend, ihre Freiheit für ihn aufzugeben. Nach der Liebesnacht erwacht Vincenzo allein im Bett. Assunta hat die Fähre bestiegen, die sie zu Osborne bringt. Vincenzo bleibt am Kai zurück und flucht sie eine „Hure“.

## Zum Werk
Mit Pistolen fängt man keine Männer erscheint wie ein Echo auf die Satire Verführung auf italienisch (1964), nur dass es diesmal der betroffenen Frau gelingt, die Beschränkungen, welche die sizilianische Kultur den Frauen auferlegte, zu überwinden. Die Protagonistin Assunta erlebt eine langsame Entdeckung einer anderen Welt als der eigenen und eines anderen Lebensstils. Eine Verwandlung erlebte auch die Hauptdarstellerin. Monica Vitti war durch anspruchsvolle Filmkunst, die Werke von Michelangelo Antonioni, bekannt geworden, wo sie als Repräsentantin einer gehobenen Gesellschaftsschicht mit der Kommunikationsunfähigkeit des Menschen in der modernen Welt konfrontiert war. Mit dieser Komödie gelang ihr der Sprung ins komische Fach. Sie wurde zu einer der wichtigsten Schauspielerinnen der Commedia all’italiana, die ansonsten vor allem von Männern dominiert war.
Monicellis Film fand beim Publikum einige Beachtung. Unter den einheimischen Produktionen belegte die Komödie im Jahr 1968 nach der Besucherzahl den achten Platz. Vitti erhielt sowohl das Nastro d’Argento wie den David di Donatello als beste Hauptdarstellerin; einen „David“ gab es auch für die beste Produktion. Die Komödie war zudem für den Oscar als bester fremdsprachiger Film nominiert.
Die italienische Filmzeitschrift Cinema nuovo fand die Sizilienbilder von Kameramann Carlo Di Palma eindrucksvoll. Vitti spiele ihre Rollen, die rachedurstige Entehrte ebenso wie die weltgewandte Dame, gut. Finde man jedoch im ersten Teil komische Situationen, so folge im zweiten ein starker Einbruch, und der Film „amerikanisiere“ sich zu einem unbestimmten sentimentalen Stück. Deshalb eigne er sich auch für ein weltweites Publikum. Der katholische film-dienst meinte, der Aufprall unterschiedlicher Kulturen schaffe komische Situationen, wobei der Zufall den Handlungsverlauf „kräftig unterstützt“. Auf reine, unbeschwerte Unterhaltung abzielend, habe sich Monicelli bei diesem Film wenig Mühe gegeben und erzähle hastig. Gemischt urteilte auch die Filmzeitschrift Positif. Der Film ruhe auf den Schultern Monica Vittis, die manchen bewegenden Moment erzeuge und die Unwahrscheinlichkeiten im Drehbuch, die Schwäche der Satire und der Darbietung Stanley Bakers vergessen lasse.